# Hjorthagsparken

Hjorthagsparken är en park mellan Hjorthagen, Ropsten och Värtaverket i Stockholm. Parken består huvudsakligen av en skogbevuxen slänt.

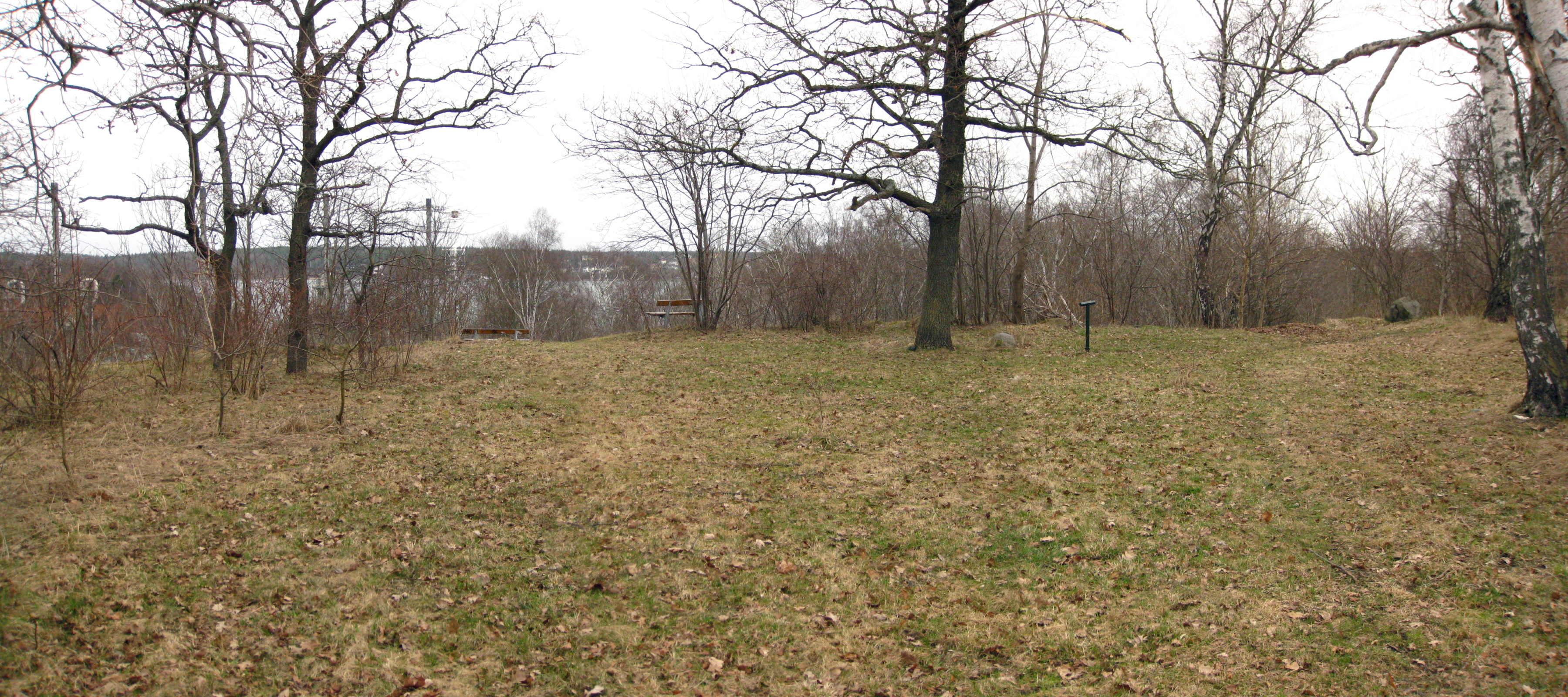
Hjorthagsparken